# Armin Bittner
Pour les articles homonymes, voir Bittner.
Armin Bittner, né le 28 novembre 1964 à Garmisch-Partenkirchen, est un ancien skieur alpin allemand.

## Palmarès

### Jeux olympiques
| Épreuve / Édition | Combiné |
| JO 1988 Calgary   | 11e     |

### Championnats du monde
| Épreuve / Édition           | Géant | Slalom |
| Mondiaux 1987 Crans-Montana | -     | Bronze |
| Mondiaux 1989 Vail          | -     | Argent |
| Mondiaux 1991 Saalbach      | 15e   | 6e     |

Légende :
- : deuxième place, médaille d'argent
- : troisième place, médaille de bronze
- - : n'a pas participé à cette épreuve

### Coupe du monde
- Meilleur résultat au classement général : 4e en 1990
  - Vainqueur de la coupe du monde de slalom en 1989 et 1990
  - 7 victoires : 7 slaloms
  - 19 podiums

#### Différents classements en coupe du monde
| Saison / Épreuve | Saison / Épreuve | Général | Général | Slalom | Slalom | Géant  | Géant  |
| ---------------- | ---------------- | ------- | ------- | ------ | ------ | ------ | ------ |
| Saison / Épreuve | Saison / Épreuve | Class.  | Points  | Class. | Points | Class. | Points |
| 1986             | 1986             | 97e     | 4       | 49e    | 4      | -      | -      |
| 1987             | 1987             | 17e     | 69      | 3e     | 69     | -      | -      |
| 1988             | 1988             | 23e     | 52      | 4e     | 52     | -      | -      |
| 1989             | 1989             | 7e      | 127     | 1er    | 117    | 20e    | 10     |
| 1990             | 1990             | 4e      | 193     | 1er    | 150    | 7e     | 43     |
| 1991             | 1991             | 14e     | 77      | 9e     | 62     | 20e    | 15     |
| 1992             | 1992             | 16e     | 443     | 4e     | 375    | 29e    | 68     |
| 1993             | 1993             | 46e     | 185     | 10e    | 185    | -      | -      |
| 1994             | 1994             | 55e     | 119     | 14e    | 119    | -      | -      |

#### Détail des victoires
| Saison / Épreuve | Slalom                                        | Total |
| 1987             | Hinterstoder                                  | 1     |
| 1989             | Sankt Anton Kitzbühel                         | 2     |
| 1990             | Thredbo Kranjska Gora II Schladming Veysonnaz | 4     |
| Total            | 7                                             | 7     |

## Arlberg-Kandahar
- Vainqueur du slalom 1988-89 à Sankt Anton